# Wernersberg
Wernersberg település Németországban, Rajna-vidék-Pfalz tartományban. Lakosainak száma 1110 fő (2023. december 31.).

## Népesség
A település népességének változása:
| Lakosok száma | 1095 | 1114 | 1102 | 1095 | 1097 | 1110 |
|               | 1975 | 2017 | 2019 | 2021 | 2022 | 2023 |